# St. Michaelis (Wiedersberg)

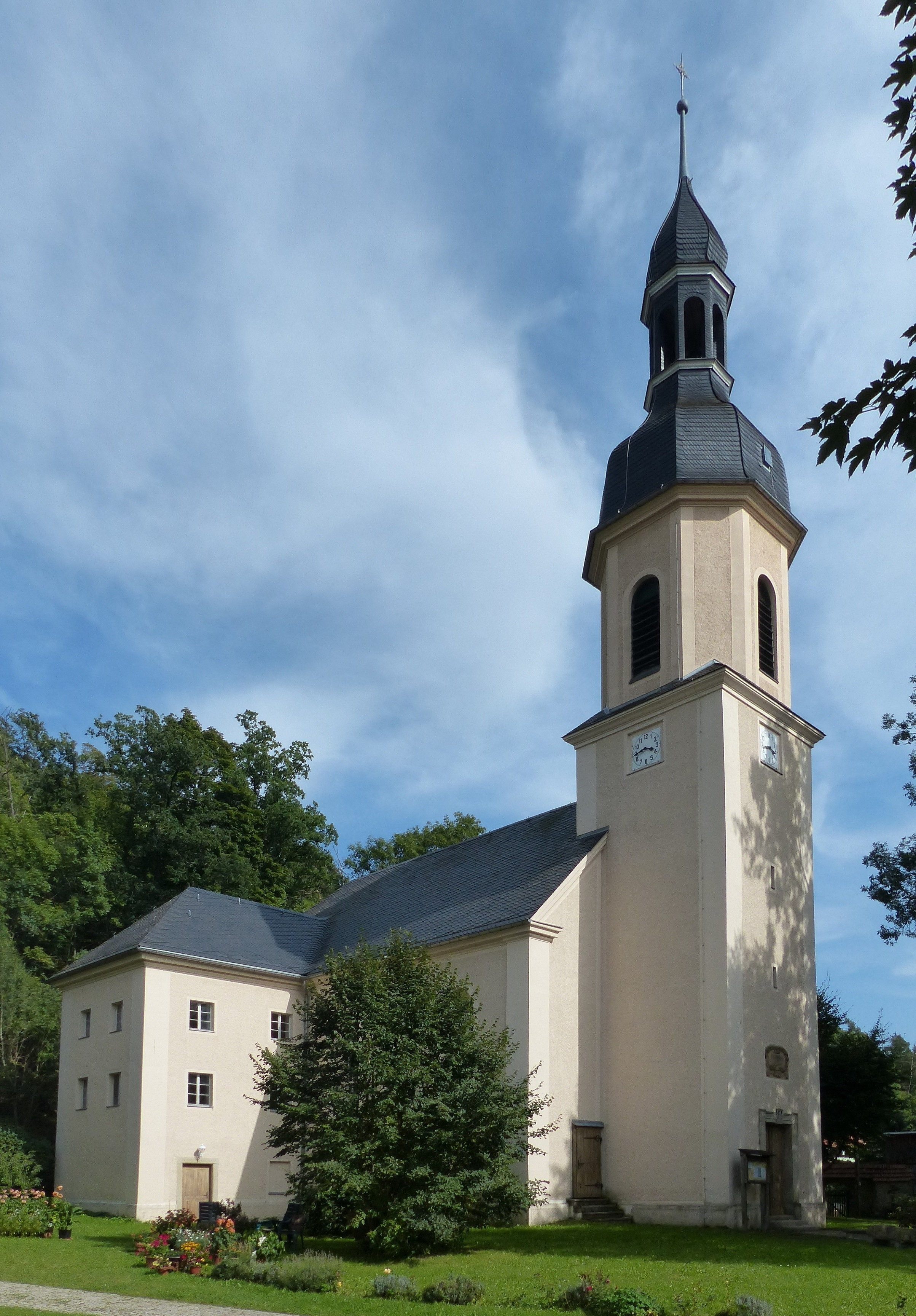
St. Michaelis

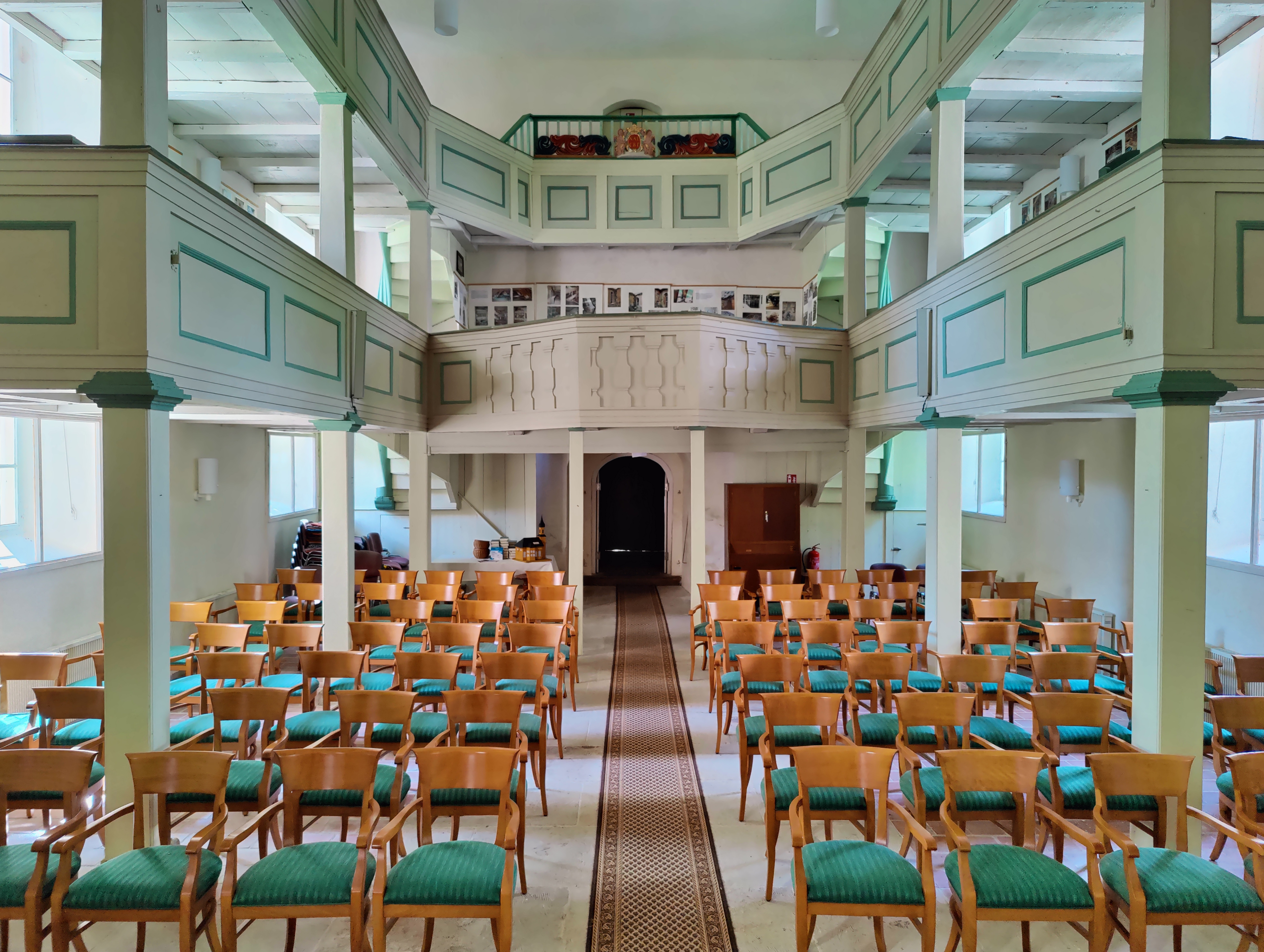
Innenraum (2022)

Die barocke evangelisch-lutherische St.-Michaelis-Kirche in Wiedersberg im sächsischen Vogtlandkreis wurde von 1729 bis 1732 anstelle eines mittelalterlichen Vorgängerbaus erbaut.

## Geschichte
Da die Gründung über St. Lorenz in Hof im Bistum Bamberg erfolgte, gehörte Wiedersberg über Jahrhunderte zu den sogenannten Streitpfarren, deren Patronat zwischen den jeweiligen sächsischen und fränkisch-bayerischen Landesherren umstritten war.
Mit der Reformation im Kurfürstentum Sachsen wurde Wiedersberg lutherisch. Zwischen 1729 und 1732 erfolgte der heutige barocke Neubau der 1322 erstmals erwähnten Kirche, die baufällig geworden war. Der ältere Saalbau blieb im Kern erhalten. Der westlich angebaute Turm wurde im Jahr 1910 erneuert.
Die Nähe zur deutsch-deutschen Grenze war einer der Gründe für die Entscheidungsträger der DDR, die Kirche dem Verfall preiszugeben. Das Landeskirchenamt gab die Kirche 1971 auf, und das Gelände wurde 1974 wegen Einsturzgefahr gesperrt. Nach der Wende begannen durch Privatinitiative Instandsetzungs- und Renovierungsarbeiten, bei denen sich besonders Kurt Geipel engagierte. Heute werden in der Kirche wieder Gottesdienste abgehalten, sie steht aber auch für kulturelle Veranstaltungen zur Verfügung. Die Kirche ist ein Kulturdenkmal.

## Ausstattung

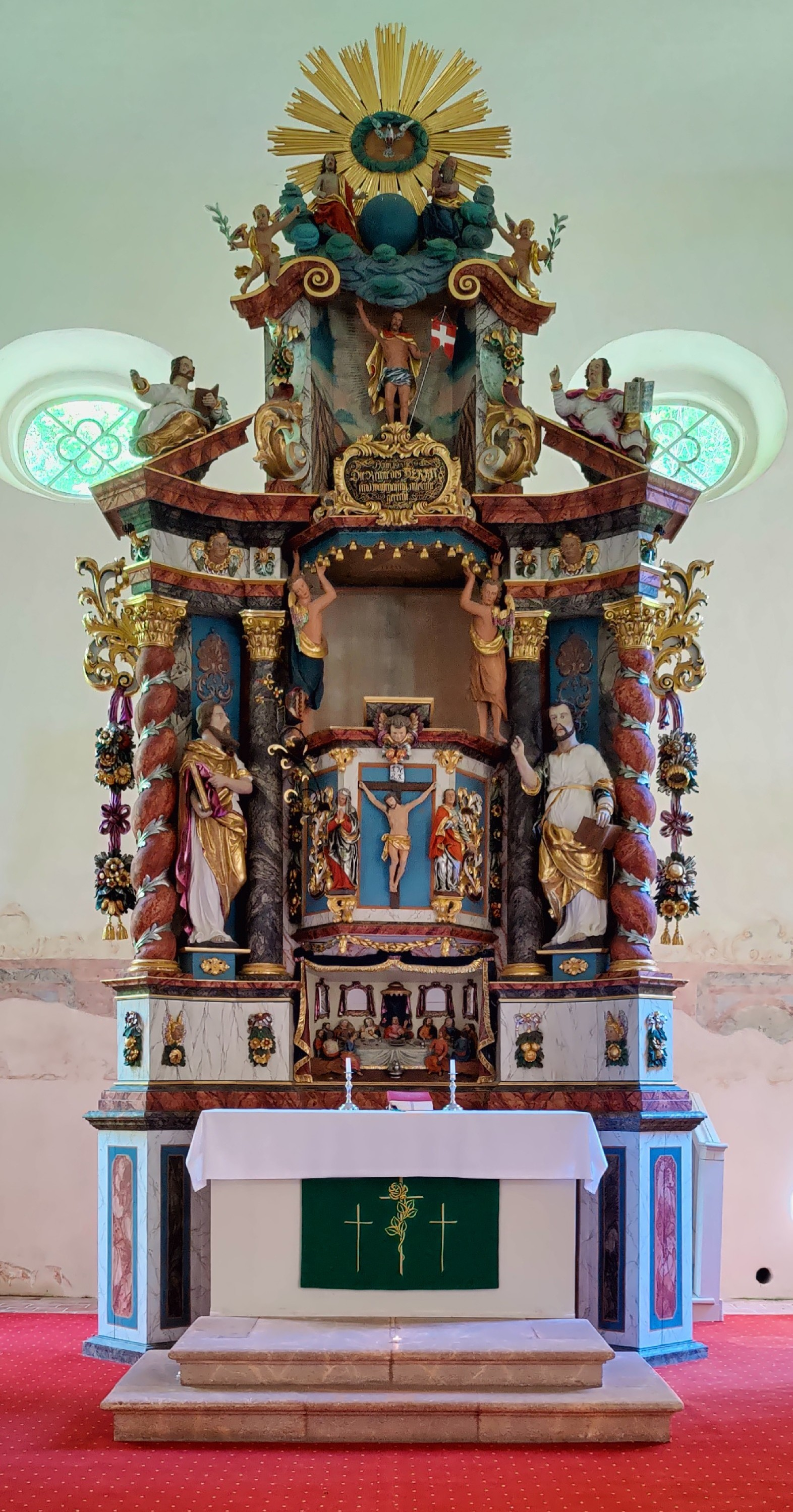
Kanzelaltar der Bildhauerfamilie Knoll

Das Inventar ist typisch für die Dorfkirchen im hochfränkischen Raum und wird dem Markgrafenstil zugeordnet. Bemerkenswert sind der Kanzelaltar von 1737 und der Taufengel aus der Werkstatt der Hofer Johann Nikolaus Knoll. Der Wiedersberger Kanzelaltar diente als Vorbild für die Gestaltung des Kanzelaltars im benachbarten fränkisch-bayerischen Trogen. Der Kanzelaltar war wegen des Verfalls der Kirche für viele Jahre per Leihvertrag nach Burgstädt verbracht und in der evangelischen Stadtkirche aufgestellt worden. 2016 kehrte der Altar nach Wiedersberg zurück.
Eine Orgel hat die Kirche nicht mehr, seit 1978 das Werk von Johann Kralapp aus dem Jahr 1872 wegen Verfalls der Kirche ausgebaut und in die Friedhofskapelle Oelsnitz/Vogtl. umgesetzt wurde.

## Geläut
Das Geläut besteht aus drei Eisenhartgussglocken. Der Glockenstuhl besteht aus einer Stahlkonstruktion.
Im Folgenden eine Datenübersicht des Geläutes:
| Nr. | Gussdatum | Gießer                                 | Durchmesser | Masse  | Schlagton |
| --- | --------- | -------------------------------------- | ----------- | ------ | --------- |
| 1   | 1959      | Glockengießerei Schilling & Lattermann | 1053 mm     | 522 kg | b′        |
| 2   | 1959      | Glockengießerei Schilling & Lattermann | 875 mm      | 288 kg | d″        |
| 3   | 1959      | Glockengießerei Schilling & Lattermann | 771 mm      | 200 kg | d′        |